# Sint-Pauluskerk (Vollezele)
De Sint-Pauluskerk bevindt zich op het Oudstrijdersplein in Vollezele (deelgemeente van Galmaarden) en is aangeduid als beschermd monument.

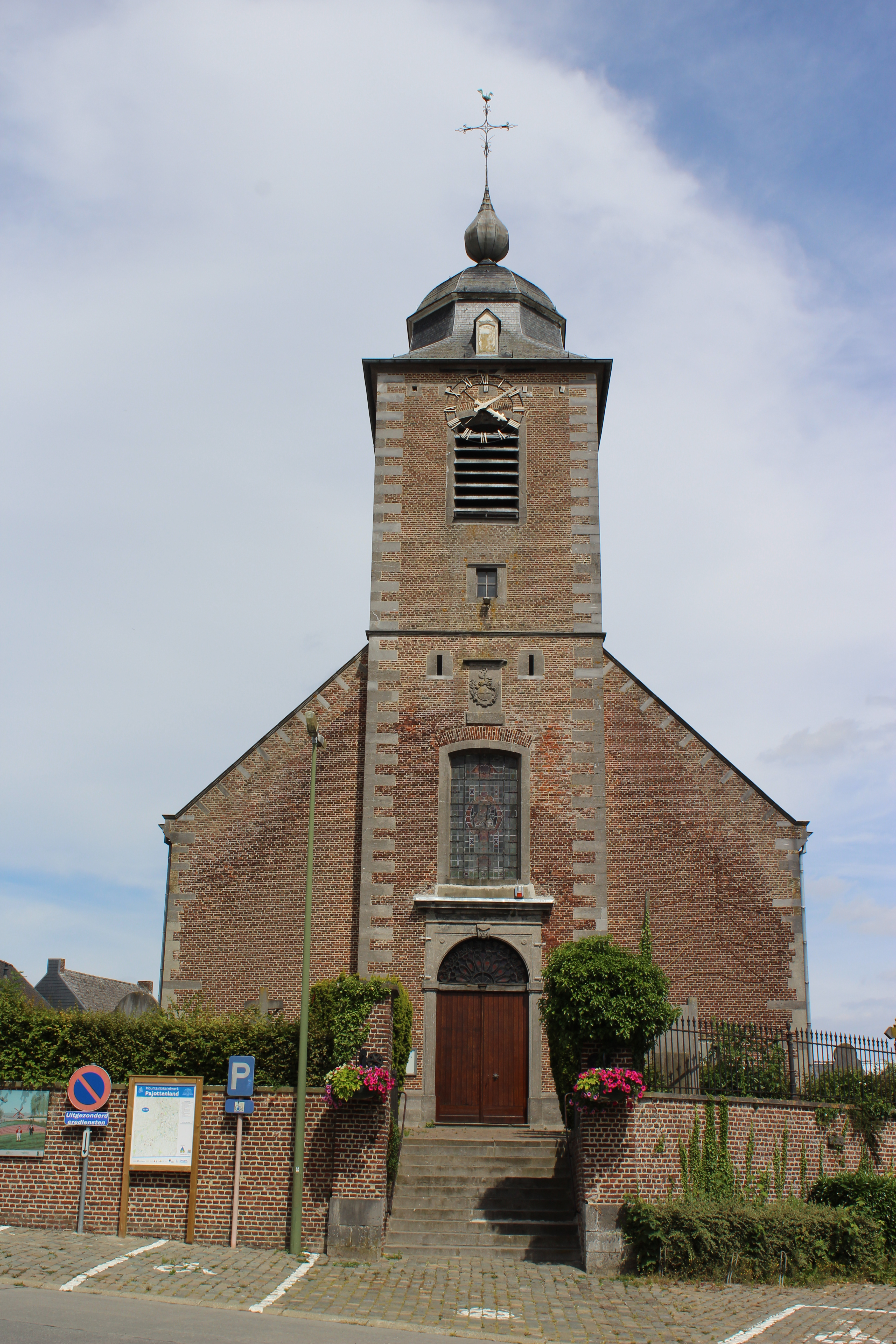
Sint-Pauluskerk (Vollezele)

## Bouwgeschiedenis
De eerste Sint-Pauluskerk dateerde zeker uit de 14de eeuw. De huidige kerk werd gebouwd in 1776-1777 door de abdij van Vorst, in opdracht van mevrouw de Bousies (laatste abdis van de abdij van Vorst). De hardstenen deuromlijsting van de inkomdeur bevat onder andere het chronogram 1776. In de toren werd het wapenschild van de abdij van Vorst ingemetseld.
De grote bouwheren die zich in de 19e eeuw om de kerk bekommerden, waren pastoor Jacobus Van Eeckhoudt en pastoor Jan Emmanuël Sannen. Er werden onder andere twee altaren en een tabernakel aangekocht, glas-in-loodramen geplaatst en een nieuwe ommuring voorzien. De glas-in-loodramen stellen de heilige harten van Maria en Jezus voor en de apostelen Petrus en Paulus.
De kerk bevat een driebeukig schip, waarbij de beuken gescheiden worden door vier Dorische zuilen en rondbogen die kruisribgewelven dragen.

## Meubilair
Binnenin heeft de kerk voornamelijk een 18de-eeuws meubilair. We vinden er onder andere:
- Het barok hoofdaltaar (portiekaltaar, 17e eeuw)
- Het noord-altaar (portiekaltaar, vroege 17e eeuw)
- Het zuid-altaar (portiekaltaar): wellicht het oude hoofdaltaar
- Lambrisering van het koor, koorgestoelte, biechtstoelen, communiebank, preekstoel in Roccostijl (18e eeuw)

## Sculpturen
Meerdere sculpturen worden in de kerk bewaard:
- Onze-Lieve-Vrouw met Kind (late 15de eeuw)
- Sint-Anna-ten-Drieën (gepolychromeerd, vroeg 16de eeuw)
- Genadestoel (tweede helft 15de eeuw)
- Sint-Antoniusbeeld (ca. 1500) - patroonheilige tegen ziekten van het vee
- Relieksarcofaag met fylacterion van St-Antonius
- Sint-Paulusbeeld